# Konrad Falke
Konrad Falke (* 19. März 1880 in Aarau; † 28. April 1942 in Eustis, Florida; eigentlicher Name Karl Frey) war ein Schweizer Schriftsteller.

## Leben
Konrad Falke, als Karl Frey Bürger von Möhlin, AG war der Sohn eines Bankdirektors. Er begann ein Studium der Rechtswissenschaft an der Universität Neuenburg, wechselte dann zu den Fächern Philosophie und Literatur, die er in Heidelberg und Zürich studierte. 1903 promovierte er an der Universität Zürich mit einer Arbeit über Wilhelm Waiblinger zum Doktor der Philosophie. 
Ab 1906 unterrichtete er als Privatdozent deutsche Literaturgeschichte an der
ETH Zürich und von 1911 bis 1912
deutsche Literatur an der Universität Zürich. 
Ab 1912 lebte er als freier Schriftsteller und Privatgelehrter in Zürich und Italien. Während des Ersten Weltkriegs verlieh er seiner Ablehnung des deutschen Imperialismus Ausdruck. 1920 engagierte sich Falke stark in der Kampagne gegen einen Völkerbundsbeitritt der Schweiz. Nach 1933 war er ein früher und entschiedener Gegner der nationalsozialistischen Ideologie und Diktatur. 
Von 1937 bis 1940 gab er gemeinsam mit Thomas Mann die Exilzeitschrift Mass und Wert heraus. Seine letzten Lebensjahre verbrachte Falke ab 1939 in den Vereinigten Staaten. Er starb an einer Typhuserkrankung.
Konrad Falke war Verfasser von Romanen (Der Kinderkreuzzug und Jesus von Nazareth gelten heute als seine bedeutendsten Werke), Erzählungen, Essays, Gedichten und eines umfangreichen, vom Klassizismus beeinflussten dramatischen Werkes; daneben übersetzte er aus dem Griechischen, Lateinischen und Italienischen.

## Werke
- Aus den Bergen des Sernftales, Zürich 1904 (unter dem Namen Karl Frey)
- Dichtungen, Aarau 1904 (unter dem Namen Karl Frey)
- Wilhelm Waiblinger, Aarau 1904 (unter dem Namen Karl Frey)
- Frau Minne, Aarau 1905
- Wissenschaftliche Behandlung und künstlerische Betrachtung, Zürich 1906 (unter dem Namen Karl Frey)
- Heimatvolk, Aarau 1907 (unter dem Namen Karl Frey)
- Der Basler Samstag. Ein Nekrolog. In: Wissen und Leben 8 (1911), S. 367–372. (Digitalisat).
- Wenn wir Toten erwachen!, Zürich 1908
- Die ewige Tragödie, Zürich 1909
- Im Banne der Jungfrau, Zürich 1909
- Carmina Romana, Zürich 1910
- Caesar Imperator, Zürich [u. a.] 1911
- Kainz als Hamlet, Zürich [u. a.] 1911
- Astrorre, Zürich [u. a.] 1912
- Das Gewitterkind und andere Novellen, Zürich 1913 (unter dem Namen Karl Frey)
- Die Schweizer, Berlin 1913
- Wengen, Zürich [u. a.] 1913
- Der schweizerische Kulturwille, Zürich 1914
- Das demokratische Ideal und unsere nationale Erziehung, Zürich 1915
- San Salvatore, Zürich [u. a.] 1916
- Von alten und neuen Geigen, Zürich [u. a.] 1916
- Der Marienmaler, Zürich 1917
- Die Gefahren der Schweiz, Zürich 1918
- Welt-Neutralität, Zürich 1919
- Dante. Seine Zeit, sein Leben, seine Werke, München : Beck, 1922
- Der Kinderkreuzzug, Zürich
  - 1. Buch 1 und 2, 1924
  - 2. Buch 3 und 4, 1924
- Marienlegenden, Zürich 1926
- Machtwille und Menschenwürde, Zürich 1927
- Dramatische Werke, Zürich [u. a.]
  - 1. Sinnbilder 1, 1933
  - 2. Sinnbilder 2, 1930
  - 3. Moderne Gesellschaftsdramen 1, 1931
  - 4. Moderne Gesellschaftsdraman 2, 1932
  - 5. Die ewige Komödie, 1933
- Alpiner Totentanz und zwei Erzählungen aus dem Lauterbrunnental, Interlaken 1930
- Pauls Hochzeit, Zürich [u. a.] 1932
- Schicksalswende, Zürich [u. a.] 1932
- Was geht vor in der Welt?, Zürich [u. a.] 1938
- Jesus von Nazareth, Zürich
  - 1 (1950)
  - 2 (1950)

### Übersetzungen
- Dante Alighieri: Divina Commedia in deutscher Sprache, Zürich 1921
- Euripides: Die Bakchantinnen, Zürich 1919
- Berthe Kollbrunner: Taumel, Zürich 1925 (übersetzt zusammen mit Rudolf Wilhelm Huber und Hans Jelmoli)
- Pius II.: Euryalus und Lukrezia, Leipzig 1907
- Die Vision des irischen Ritters Tundalus, Zürich 1921